# Mavor Moore

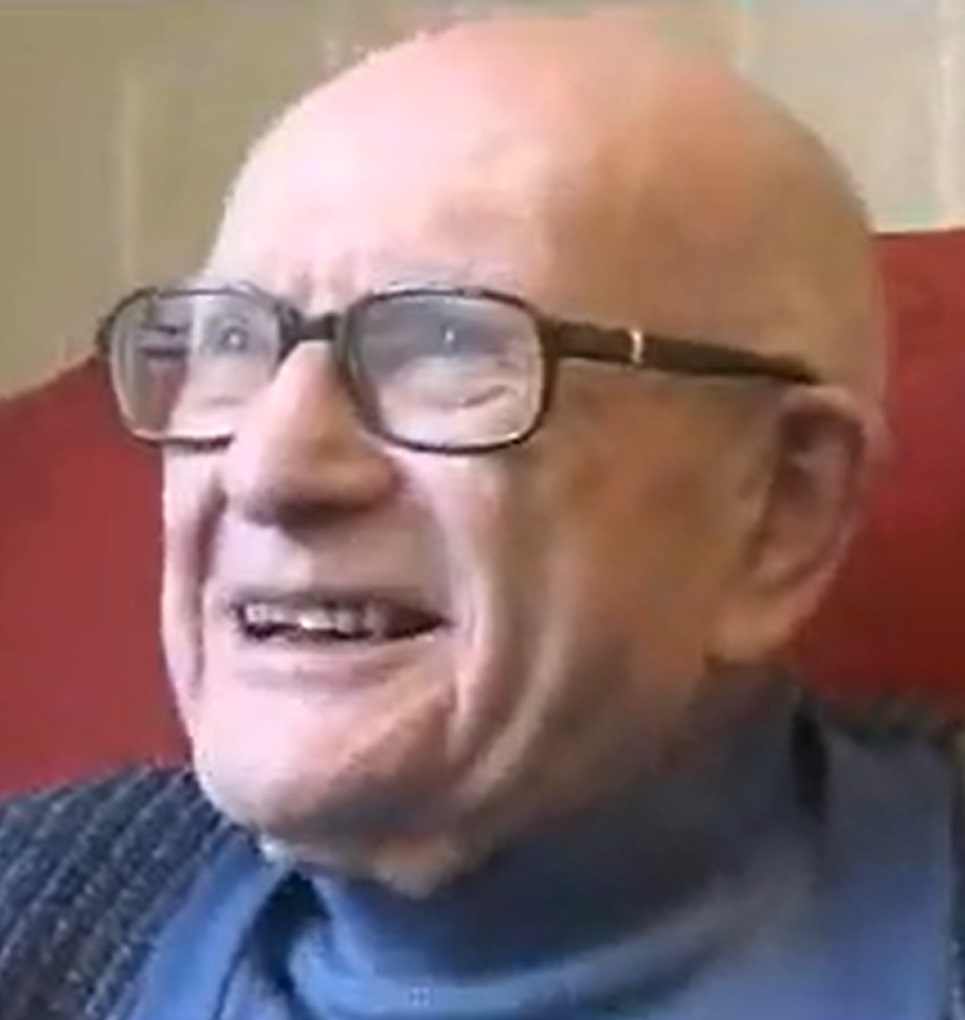
Mavor Moore circa 2002

James Mavor Moore (* 8. März 1919 in Toronto; † 18. Dezember 2006 in Victoria, British Columbia) war ein kanadischer Autor, Librettist, Komponist, Musikkritiker und -pädagoge, Regisseur und Produzent.

## Leben
Der Sohn eines anglikanischen Theologen und der Schauspielerin Dora Mavor Moore führte bereits als Kind mit seinen Geschwistern Puppenspiele vor Nachbarskindern auf  und verfasste zwölfjährig ein Schauspiel, das seine Mutter beim Eaton Girls Dramatic Club aufführte. Vierzehnjährig trat er in einer privaten Radiostation auf, später bei der Canadian Radio Broadcasting Commission, der Vorläuferin der CBC, wo er sich bereits zweiundzwanzigjährig als  Produzent betätigte. Während des Studiums an der University of Toronto bis 1941 war er Mitglied der University College Players’ Guild und Theaterkritiker der Hochschulzeitung The Varity. Außerdem nahm er Kompositionsunterricht bei Gladys Willan und John Weinzweig und komponierte Lieder, u. a. nach Gedichten von William Blake.
Im Zweiten Weltkrieg war Moore Offizier für psychologische Kriegsführung bei der Canadian Army Intelligence, 1944–1945 arbeitete er als Produzent für die CBC International Services. Daneben schrieb und produzierte er Rundfunkdokumentationen für die Vereinten Nationen, von denen drei mit dem Peabody Award ausgezeichnet wurden. Ab 1946 arbeitete er als Manager, Produzent, Autor und Schauspieler für die von seiner Mutter gegründete New Play Society, für deren jährliche Satirerevue Spring Thaw er von 1948 bis 1965 als Produzent und Direktor verantwortlich war.
Von 1952 bis 1954 war Moore Chefproduzent des Fernsehens der CBC, wo er die CBC National News, später The National, begründete. Von 1955 bis 1960 war er Produzent des Fernsehens bei den Vereinten Nationen, daneben von 1958 bis 1960 Kritiker bei der Zeitschrift Telegram; außerdem engagierte er sich u. a. beim Crest Theatre, beim Stratford Festival und der Canadian Opera Company. 1964 war er Gründungsdirektor des Charlottetown Festival, das er bis 1968 leitete, 1965 wurde er Gründungsgeneraldirektor des St. Lawrence Center for the Arts, dessen Leitung er bis 1970 innehatte.
Von 1970 bis zu seiner Emeritierung 1984 unterrichtete Moore an der York University und gab dort interdisziplinäre Kurse aus den Fachgebieten Kunst, Politik und Ökonomie. Ab 1984 unterrichtete er an der University of Victoria, ab 1986 an der University of Lethbridge. Außerdem war er von 1985 bis 1987 Präsident der Jeunesses musicales du Canada und Direktor des Canadian Music Council und veröffentlichte zwischen 1984 und 1989 wöchentliche Kolumnen in der Zeitschrift Globe and Mail. Von 1996 bis 1998 war er im Vorstand des British Columbia Arts Council.
Insgesamt verfasste Moore mehr als einhundert Musiktheaterwerke für die Bühne, den Rundfunk und das Fernsehen, darunter die Musik bzw. das Libretto für sechs Musicals und drei Opernlibretti. Besonders erfolgreich wurden sein Musical The Best of All Possible Worlds bzw. The Optimist, nach Voltaires Candide, seine Adaption von Stephen Leacocks Sunshine Sketches of a Little Town als The Hero of Mariposa bzw. Sunshine Town und das Musical A Christmas Carol nach der Erzählung von Charles Dickens.
Als Regisseur führte er bei der Canadian Opera Company u. a. die Opern Die Liebe zu den drei Orangen von Sergei Prokofjew (1959), Eine Nacht in Venedig von Johann Strauss, Die verkaufte Braut von Bedřich Smetana (1961) und Don Giovanni von Wolfgang Amadeus Mozart auf. Libretti verfasste er u. a. für Harry Somers’ Louis Riel, 1967, mit Jacques Languirand, John Fenwicks Johnny Belinda, Harry Freedmans Silents!  und Abracadabra, Johnny Burkes Fauntleroy, Gregory Levins Ghost Dance (1985) und Louis Applebaums Erewhon.
Für sein umfangreiches Wirken für das Musiktheater in Kanada erhielt Moore zahlreiche Auszeichnungen, darunter Ehrendoktortitel mehrerer Universitäten, die Centennial Medal (1967), die Queen’s Medal (1977) und den Molson Prize (1986). 1973 wurde er Officer, 1988 Companion des Order of Canada, 1999 Mitglied des Order of British Columbia. 1994 veröffentlichte er eine Autobiographie unter dem Titel Reinventing Myself.